# Barbara G. Walker
 (mars 2020).
Si vous disposez d'ouvrages ou d'articles de référence ou si vous connaissez des sites web de qualité traitant du thème abordé ici, merci de compléter l'article en donnant les références utiles à sa vérifiabilité et en les liant à la section « Notes et références ».
Barbara G. Walker (née le 2 juillet 1930, à Philadelphie, Pennsylvanie) est une autrice et féministe américaine. Elle est connue à la fois pour ses ouvrages féministes et pour ses travaux novateurs sur la technique du tricot. Ayant acquis une haute expertise technique en tricot, elle est l'autrice de plusieurs ouvrages de référence. Outre ses livres de tricot, elle a également écrit sur d'autres sujets, comme la religion, l'anthropologie culturelle, la spiritualité, et la mythologie du point de vue des matriarchies néolithiques pré-indo-européennes.

## Biographie
Barbara G. Walker est née à Philadelphie, le 2 juillet 1930. Elle étudie à l'université de Pennsysvanie et obtient un PHD en journalisme. Elle travaille au journal Washington star, puis dans les années 1970, comme intervenante sur une ligne de secours pour femmes battues et adolescentes enceintes.

## Tricot
Barbara Walker a commencé à s'intéresser sérieusement au tricot à l'âge de 35 ans, en autodidacte. Dans les années 60 et 70, Barbara Walker a écrit différents livres de tricot qui ont contribué à faire évoluer les techniques de tricot à la main. Constamment réédités, ces ouvrages sont considérés aujourd'hui encore comme étant des ouvrages de référence. A l'instar d'Elizabeth Zimmermann et Kaffe Fassett, elle est reconnue comme étant l'une des personnalités ayant le plus contribué à l'essor du tricot au vingtième siècle dans le monde occidental,.  
Après avoir énormément publié sur le tricot, Barbara G. Walker s'en est progressivement désintéressée, pour se concentrer sur cette autre phase de son œuvre,. Elle publie cependant en 2000 le 4ème tome de ses dictionnaires de points, A Fourth Treasury of Knitting Patterns. Parallèlement à cela, elle continue de transmettre son savoir à des ateliers lors de différentes foires et conventions de tricot. 

### Innovations
On doit à Barbara Walker différentes innovations, tant de la manière de présenter les techniques de tricot que dans l'invention de nouvelles techniques. 

#### Le tricot mosaïque

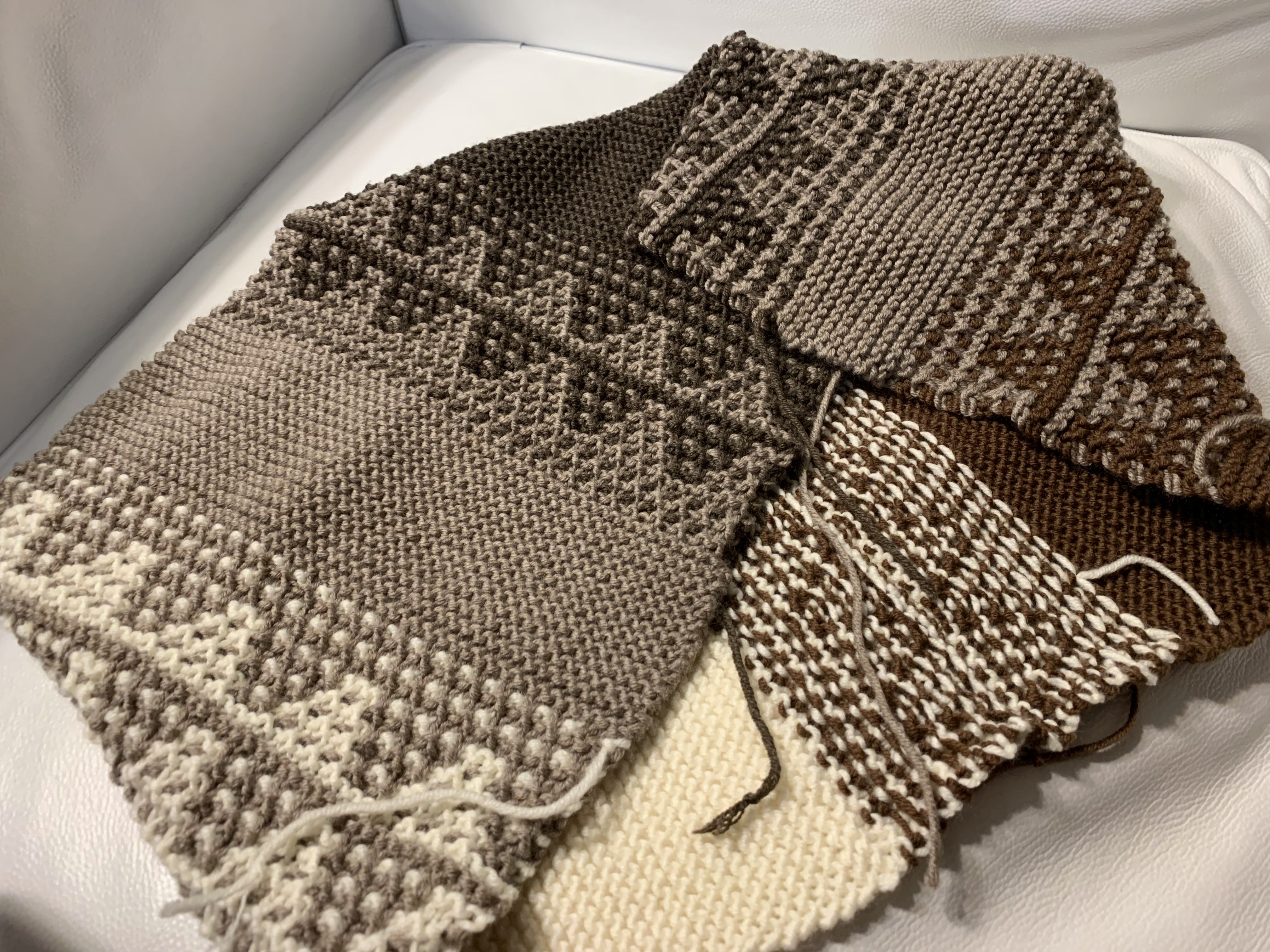
col écharpe tricoté pour partie en point mousse (les zones unies) et pour partie en tricot mosaïque (zones bicolores). Sur l'envers du travail, on remarque les mailles glissées

le tricot mosaïque,;. Cette méthode totalement inédite a été présentée pour la première fois par Barbara Walker en 1970, dans son ouvrage A second treasury of knitting patterns. Le tricot mosaïque est une technique permettant de créer des motifs de couleurs qui se distingue à la fois du tricot intarsia et du tricot jacquard à fils tirés. Dans le tricot mosaïque, chaque rang est tricoté à l'endroit ou à l'envers, mais c'est seulement les mailles d'une seule de deux couleur qui sont travaillées, les mailles de la seconde couleur étant simplement glissées ; les motifs sont formés en travaillant ensuite les mailles glissées tandis que les mailles de la première couleur sont simplement glissées, etc. Dans son ouvrage A third treasury of knitting patterns, Barbara G. Walker, présente un système de grilles qu'elle a élaboré spécifiquement pour la technique du tricot mosaïque. A l'heure actuelle, les modèles de tricot jacquard utilisant le tricot mosaïque sont publiés en utilisant ce même modèle de grille.

#### Nouvelle forme de diminution orientée à gauche: la diminution dite glisser glisser tricoter (slide slide knit)
une nouvelle forme de diminution orientée à gauche : la diminution ssk,. Une des diminutions les plus courantes consiste à tricoter deux mailles ensemble, ce qui donne une diminution orientée à droite.
.

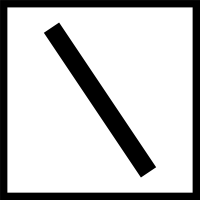
Symbole correspondant à une diminution orientée à gauche dans les grilles de tricot contemporaines, un type de diminution le plus souvent travaillée selon la méthode ssk popularisée par Barbara Walker

Traditionnellement, la diminution en miroir orientée à gauche consiste à transférer une maille sur l'aiguille de droite, tricoter la prochaine maille normalement puis à faire passer la maille glissée par-dessus la maille glissée. Dans l'espace anglophone, cette diminution est dénommée skp (slip 1, knit 1, pass over). Barbara Walker a proposé une autre manière de réaliser cette diminution orientée à gauche, la diminution ssk (slip, slip, knit) , qui consiste à transférer deux mailles l'une après l'autre sur l'aiguille de droite comme pour les tricoter, puis à remettre ces deux mailles sur l'aiguille de gauche (ce qui revient à tordre les mailles) et à les tricoter ensemble par le brin arrière. De nos jours, cette diminution ssk est davantage utilisée que la diminution skp.

### Féminisme et néopaganisme
Outre ses livres de tricot, Barbara G. Walker a écrit 11 livres, essentiellement liés au féminisme et à l'ésotérisme. Son livre The Woman's Encyclopedia of Myths and Secrets est publié en 1983 et rencontre un franc succès. La thèse qu'elle y développe s'inscrit dans ce que Susan Kray nomme le courant du mythe de l'Eden perdu, à savoir la thèse selon laquelle les monothéismes seraient venus supplanter une religion néolithique centrée sur la vénération d'une grande déesse. Selon Barbara G. Walker, les symboles religieux contemporains auraient été détournés de leur signification première relative à cette ancienne religion matriarcale et réinterprétés à l'aune du patriarcat, de manière à minimiser le "principe féminin".  

## Ouvrages

### Tricot
- (en) Barbara G. Walker, A Treasury of Knitting Patterns, 1968 (ISBN 0-942018-16-8).
- (en) Barbara G. Walker, A Second Treasury of Knitting Patterns, 1971 (ISBN 0-684-12503-X).
- (en) Barbara G. Walker, The Craft of Cable-Stitch Knitting, 1971 (ISBN 0-684-12500-5).
- Barbara G. Walker, Knitting from the Top, 1972 (ISBN 0-942018-09-5).
- (en) Barbara G. Walker, Mosaic Knitting, 1976 (ISBN 0-684-14243-0).
- (en) Barbara G. Walker, Charted Knitting Designs: A Third Treasury of Knitting Patterns, 1986 (ISBN 0-942018-18-4).
- (en) Barbara G. Walker, A Fourth Treasury of Knitting Patterns, 2000 (ISBN 0-942018-20-6).